# Geert Schreuder
Geert Albert (Geert) Schreuder (Veendam, 3 januari 1949) is een Nederlandse kunstschilder en illustrator.
Schreuder volgde de opleiding aan de Academie Minerva te Groningen. Hij vestigde zich als schilder in het Oost-Groningse dorp Onstwedde. Werk van Schreuder is onder meer te vinden in het Veenkoloniaal Museum in Veendam en in het Herinneringscentrum Kamp Westerbork. Naast schilder is hij tevens boekillustrator; hij maakte de illustraties voor ruim zestig boekwerken. Schreuder is lid van de Groninger Kunstkring De Ploeg.

## Bijzonder projecten
- Bodem voor Hemel - een serie van 25 schilderijen van 100 x 100 cm met als onderwerp oude kerken in Friesland, Groningen en Oost-Friesland, later ook in boekvorm uitgekomen (2006)[2]
- Herinneringscentrum Kamp Westerbork (vanaf 2002) - diverse wandschilderingen, illustraties bij boeken en schoolwandplaten.
- Novemberland - een serie van negen schilderijen bij het gelijknamige gedicht van Koos Schuur (1998).[2]
- De Wadden - een serie schilderijen over de Wadden (onder meer geëxposeerd in 2004 in Bloemendaal, samen met werken van Jan Wolkers en acht andere schilders).